# 28475 Garrett
28475 Garrett este o planetă minoră (asteroid), cu un diametru de 2,302 km, din centura de asteroizi. A fost descoperită pe 1 februarie 2000 la Catalina Station⁠(d) de Catalina Sky Survey. 
Obiectul prezintă o orbită caracterizată de o semiaxă mare de 2,2830222 UAi, o excentricitate de 0,12, o înclinație de 4,74672 ° în raport cu ecliptica.